# وانغ تشانغ
وانغ تشانغ (بالصينية: 王昶) هو لاعب كرة الريشة صيني، ولد في 7 مايو 2001.

## وصلات خارجية
- وانغ تشانغ على موقع BWF.tournamentsoftware.com (الإنجليزية)
- وانغ تشانغ على موقع BWFbadminton.com (الإنجليزية)
- وانغ تشانغ على موقع اللجنة الأولمبية الدولية (الإنجليزية)